# Alla är vi barn i början
Alla är vi barn i början är ett musikalbum av Lasse Tennander, utgivet på förlaget Oktober 1976. Skivnummer OSLP 511.
Skivan är tydligt politisk. Omslaget utgörs av en målad bild av ett ungt par, liggande bredvid varandra i sängen, samt med en bok av Mao Tsetung på köksbordet. Henry Kissinger och Sveriges Radio häcklas på skivan medan författaren Stig Claesson hyllas.
Utdrag från skivans konvolut: "För mig är progressiv musik en ärlig musik. En musik som ställer sig på folkets, på arbetarnas, på de förtrycktas sida. En musik som inte är ett självändamål för en gitarrvirituos. En musik som inte söver, inte ljuger. En musik som värmer och som krymper avstånd. En positiv, enkel musik som sprider glädje och medvetenhet. En musik som vågar ta ställning."
Albumet är en av titlarna i boken Tusen svenska klassiker (2009).

## Låtlista
Där inte annat anges är text och musik skriven av Lasse Tennander.
1. "Den långa marschen" - 0:55
2. "Alla är vi barn i början" - 3:40
3. "Rädd att flyga" - 5:15
4. "Tillsammans" - 2:30
5. "Rör upp himmel, rör upp jord!/Svartfötter" - 6:30
6. "Älskade kamrat!" - 2:35
7. "Henry Kissinger, 70-talets Messias" - 5:05 (musik: Anders Nordh, Tennander)
8. "Sveriges Margarin/Nattradioapparaten/Du store Gatsby!/Vad vore livet utan tango?" - 5:55
9. "Allt detta orörda vackra" - 3:15
10. "Yngve Frejs barn" - 5:15
11. "Den långa marschen" - 1:20

## Medverkande
- Tommy Andersson – trummor
- Torbjörn Eklund – piano, stråkmaskin
- Peter Lundblad – gitarr, piano, bas, mandolin, sång
- Anders Nordh – elgitarr, orgel, sång
- Palle Sundin – bas, sång
- Lasse Tennander – sång, akustisk gitarr, piano

## Listplaceringar
| Lista (1976) | Topplacering |
| ------------ | ------------ |
| Sverige      | 35           |

### Fotnoter
1. ↑  ”Alla är vi barn i början”. Discogs.com. http://www.discogs.com/Lasse-Tennander-Alla-%C3%A4r-vi-barn-i-b%C3%B6rjan/release/2698082. Läst 3 februari 2013.
2. 1 2  Gradvall et al 2009, nr. 466
3. ↑  ”Alla är vi barn i början”. Svensk mediedatabas. http://smdb.kb.se/catalog/search?q=Lasse+Tennander+Alla+%C3%A4r+vi+barn+i+b%C3%B6rjan&sort=OLDEST. Läst 3 februari 2013.
4. ↑  Placeringar på den svenska albumlistan